# كنيس أري
كنيس أري أو كنيس الأسد ((بالعبرية: בית הכנסת הארי‏)) في شارع أور حاحيم في الحي الأرمني بالبلدة القديمة في القدس. يقع في الطابق الأرضي من المبنى الذي يضم أيضًا كنيس أوهر ها حاييم ومتحف ييشوف كورت القديم. تم تسميته على اسم الرابي إسحق لوريا (1534-1572)\ ، الذي كان معروفا ك أري، ((بالعبرية: אֲרִי‏) ؛ بالعربية: الأسد)، وهو اختصار لـ ha E loqi R abbeinu Y itzhak (الإلهي، معلمنا، إسحاق). لقد كان قباليا عظيمًا أسس مدرسة جديدة في الفكر القبالي، عُرفت باسم «نظام الآري» أو «الكابالا اللورياني».

## أصول
وفقًا للتقاليد، كان هذا المبنى هو المكان الذي ولد فيه الحاخام إسحاق لوريا وحيث عاش لمدة 20 عامًا. يقال أن إلياهو ها نافي كان سانديك في بريت ميلاه. وفي وقت لاحق، أصبحت غرفة مسقط رأسه كنيسًا سفارديًا. منع القانون العثماني يهود اليشوف من إنشاء أي معابد يهودية جديدة. أدى ذلك إلى وجود بيوت عبادة مستترة، مثل كنيس آري، حيث كانت موجودة في منازل سكنية. لكن الكنيس تم نهبه وحرقه خلال أعمال الشغب عام 1936.

## أنظر أيضا
- كنيس آري اشكنازي (الصفاة)
- أقدم المعابد اليهودية في العالم

## روابط خارجية
جولة افتراضية 